# Pharamond

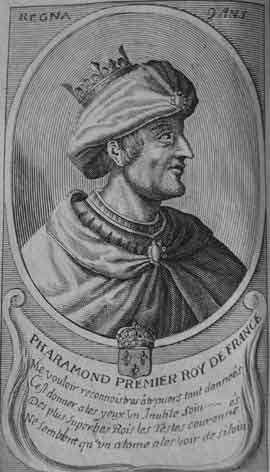
Fantasieportret uit een zeventiende-eeuws boek

Pharamond (Faramund) (ca. 370 – ca. 427) word beschouwd als de eerste koning van de (Ripuarische) Franken. Hij was een zoon van de (Ripuarische) Frankenleider Marcomer en Frotmund. Hij zou de vader zijn geweest van koning Clodio, hoewel Chlodio in de Kronieken van Fredegar (samengesteld rond 660) de zoon van Theudemer wordt genoemd.

## Geschiedenis
Omstreeks 420 zou Pharamond zijn volk naar het Romeinse gebied hebben geleid. De Ripuarische Franken staken de Rijn over en vestigden zich aan de Rijngrens, die enige tijd daarvoor door het Romeinse leger was verlaten. De Romeinen sloten met hem een bondgenootschap: in ruil voor hun vestiging aan de Rijngrens moesten de Franken als verplichting de verdediging ervan op zich nemen. Pharamond zou zijn opgevolgd door zijn zoon Clodio of Chlodian VI. Zijn vrouw zou Argotta hebben geheten, een dochter van Genobaud, die weer een zoon zou zijn van de legendarische aanvoerder Dagobert (gestorven rond 389).